# Clemenceau (métro de Rennes)
Pour les articles homonymes, voir Clemenceau (homonymie).
Clemenceau est une station de la ligne A du métro de Rennes, située à la limite entre les quartiers Binquenais, Sainte-Thérèse, Villeneuve et Chalais à Rennes dans le département français d'Ille-et-Vilaine en région Bretagne.
Mise en service en 2002, elle a été conçue par les architectes Jean-Pierre Chouzenoux et Yvan Roginski.
Cette station, équipée d'ascenseurs, est accessible aux personnes à mobilité réduite.

## Situation sur le réseau
Établie en souterrain (tranchée couverte) sous l'intersection de l'avenue Henri Fréville et du boulevard Georges Clemenceau, la station Clemenceau est située sur la ligne A, entre les stations Jacques Cartier (en direction de Kennedy) et Henri Fréville (en direction de La Poterie).

## Histoire
La station Clemenceau est mise en service le 15 mars 2002, lors de l'ouverture à l'exploitation de la ligne A. Son nom a pour origine, celui du boulevard Georges Clemenceau, situé à proximité, qui porte le nom de l'ancien président du Conseil (1841-1929). Elle est réalisée par les architectes Jean-Pierre Chouzenoux et Yvan Roginski, qui ont dessiné une station sur deux niveaux : une salle des billets au niveau -1 et les quais au niveau -2. La station est éclairée par la lumière naturelle via sa façade sud. Elle est équipée pour permettre son accessibilité aux personnes à mobilité réduite (PMR).
Lors de la construction de la ligne, c'est dans cette station qu'a été assemblé le tunnelier « Perceval », pesant près de 600 tonnes, au cours du mois de décembre 1997et où les gravats ont été évacués,. Il a entamé le 12 janvier 1998 le creusement du tunnel de 3,765 kilomètres qui le conduira deux ans plus tard à sa destination finale, près de la station Anatole France, au nord de la ville. La station est construite comme l'ensemble de la ligne entre 1997 et 2000.
Le gros œuvre est terminé en septembre 2000 après démontage des installations liées au tunnelier ; le second œuvre (sols, plafonds, garde-corps, portes palières, etc.) débute dans la foulée et s'achève en février 2002, en même temps que les aménagements de surface,.
En 2009, elle est la douzième station la plus fréquentée de la ligne A avec un trafic journalier cumulé de près de 8 019 montées et descentes.

## Service des voyageurs

### Accès et accueil
La station dispose de deux accès, situés de part et d'autre de l'avenue Henri Fréville :
- Un escalier couplé à un ascenseur, côté ouest, donnant accès à la salle des billets ;
- Un escalier couplé à un escalier mécanique permettant de sortir de la station, côté est, donnant lui aussi accès à la salle des billets.

Cette salle des billets est elle-même reliée aux quais par deux escaliers mécaniques et deux ascenseurs, un de chaque par quai et par sens, complétant les escaliers.
La station est équipée de distribteurs automatiques de titres de transport et de portillons d'accès couplés à la validation d'un titre de transport, opérationnels à partir du 1er décembre 2020 concomitamment au nouveau système billettique, afin de limiter la fraude. La décision de modification a été confirmée lors du conseil du 30 avril 2015 de Rennes Métropole.

### Desserte
Clemenceau est desservie par les rames qui circulent quotidiennement sur la ligne A, avec une première desserte à 5 h 22 (7 h 32 les dimanches et fêtes) et la dernière desserte à 0 h 38 (1 h plus tard les nuits des jeudis aux vendredis, vendredis aux samedis et des samedis aux dimanches).

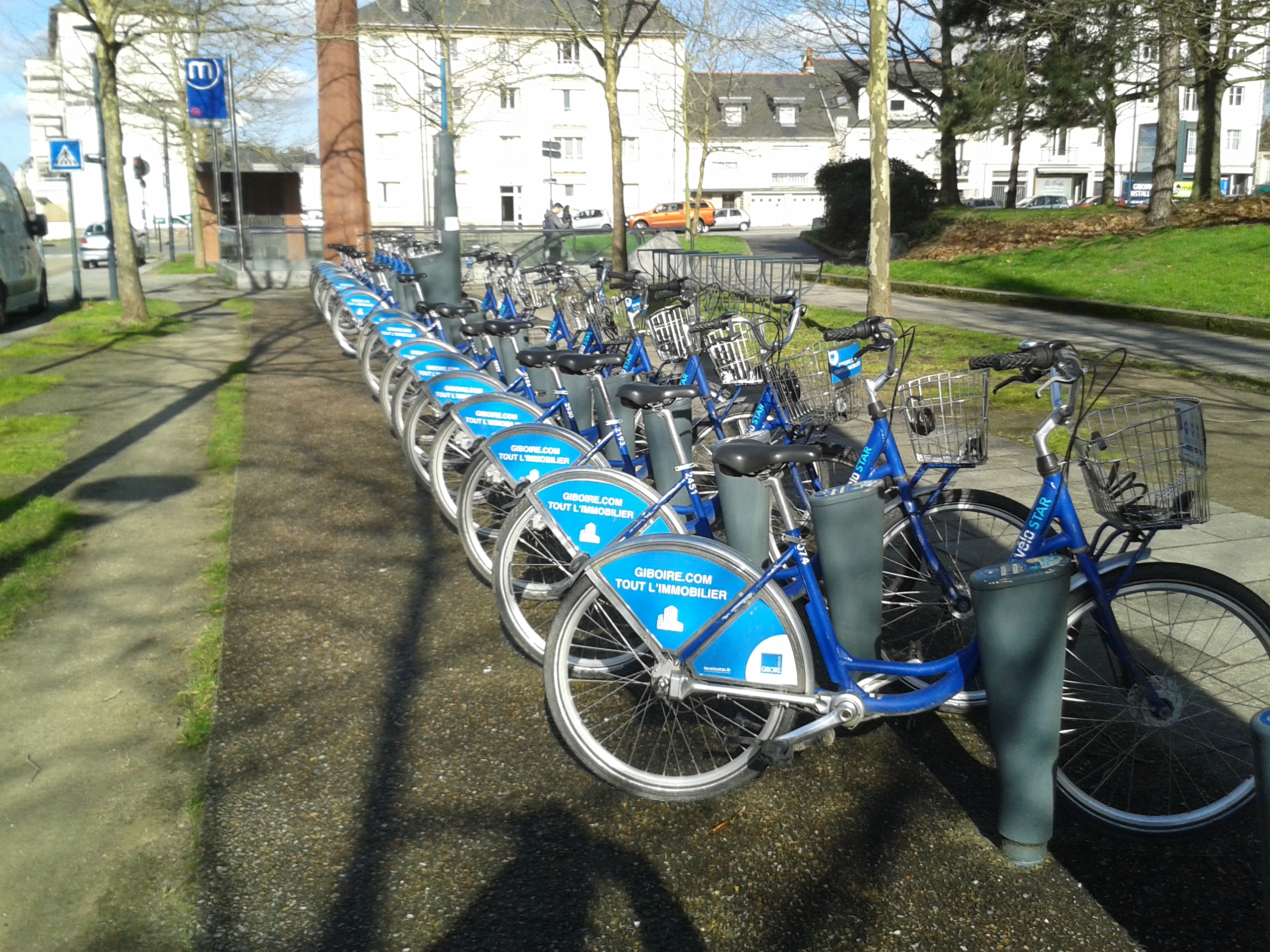
Station STAR, le vélo à Clemenceau.

### Intermodalité
Elle permet de rejoindre à pied l'hôtel de Rennes Métropole. Des stations STAR, le vélo et Citiz Rennes Métropole sont installées à proximité,.
Elle est desservie par les lignes de bus 13, 32 et la nuit par la ligne N2. Elle est desservie par la ligne 505 des cars régionaux BreizhGo.

## À proximité
La station dessert notamment :
- l'hôtel de Rennes Métropole ;
- la caserne Général Maurice Guillaudot occupée par la gendarmerie nationale et abritant le commandement de la région de Gendarmerie de Bretagne ainsi que l'état-major de la zone de défense et de sécurité Ouest.